# Светско првенство у атлетици у дворани 1987 — бацање кугле за жене
Бацање кугле у женској конкуренцији  на 1. званичном Светском првенству у атлетици у дворани 1987. у Индијанаполису је одржано 6. марта у спортској дворани Hoosier Dome.

## Земље учеснице
Учествовале су 13 такмичарки из 8 земаља.
1. Западна Немачка (2)
2. Источна Немачка (2)
3. Кина (1)
4. Румунија (1)
5. САД (2)
6. Совјетски Савез (2)
7. Уједињено Краљевство (2)
8. Швајцарска (1)

## Освајачи медаља
| Освајачи медаља   |                 |                 |  |  |  |  |
|                   |                 |                 |  |  |  |  |
|                   |                 |                 |  |  |  |  |
|                   |                 |                 |  |  |  |  |
| Наталија Лисовска | Илона Брисеник  | Клаудија Лох    |  |  |  |  |
| Совјетски Савез   | Источна Немачка | Западна Немачка |  |  |  |  |

## Рекорди
Листа рекорда у бацању кугле пре почетка светског првенства 6. марта 1987. године.
| Рекорди пре почетка Светског првенства 1987. | Рекорди пре почетка Светског првенства 1987. | Рекорди пре почетка Светског првенства 1987. | Рекорди пре почетка Светског првенства 1987. | Рекорди пре почетка Светског првенства 1987. | Рекорди пре почетка Светског првенства 1987. |
| -------------------------------------------- | -------------------------------------------- | -------------------------------------------- | -------------------------------------------- | -------------------------------------------- | -------------------------------------------- |
| Светски рекорд                               | 22,50                                        | Хелена Фибингерова                           | Чехословачка                                 | Јаблонец, Чехословачка                       | 19. фебруар 1977.                            |
| Рекорд светских првенстава                   | ово је 1. светско првенство у дворани        | ово је 1. светско првенство у дворани        | ово је 1. светско првенство у дворани        | ово је 1. светско првенство у дворани        | ово је 1. светско првенство у дворани        |
| Најбољи резултат сезоне                      | 22,14                                        | Наталија Лисовска                            | Совјетски Савез                              | Пенза, Совјетски Савез                       | 7. фебруар 1987.                             |
| Европски рекорд                              | 22,50                                        | Хелена Фибингерова                           | Чехословачка                                 | Јаблонец, Чехословачка                       | 19. фебруар 1977.                            |
| Северноамерички рекорд                       | 19,83                                        | Рамона Пагел                                 | Сједињене Државе                             | Инглвуд, САД                                 | 20. фебруар 1987.                            |
| Јужноамерички рекорд                         |                                              |                                              |                                              |                                              |                                              |
| Афрички рекорд                               |                                              |                                              |                                              |                                              |                                              |
| Азијски рекорд                               |                                              |                                              |                                              |                                              |                                              |
| Океанијски рекорд                            |                                              |                                              |                                              |                                              |                                              |

## Најбољи резултати у 1987. години
Десет најбољих атлетичарки године у бацању кугле у дворани пре почетка првенства (6. марта 1987), имале су следећи пласман.
| 1.  | Наталија Лисовска           | Совјетски Савез | 22,14 | 7. фебруар  |
| 2.  | Наталија Ахрименко          | Совјетски Савез | 21,26 | 24. јануар  |
| 3.  | Хајди Кригер                | Источна Немачка | 20,85 | 25. јануар  |
| 4.  | Хајке Хартвиг               | Источна Немачка | 20,75 | 7. фебруар  |
| 4.  | Клаудија Лох                | Западна Немачка | 20,75 | 7. фебруар  |
| 6.  | Илона Брисеник              | Источна Немачка | 20,71 | 14. фебруар |
| 7.  | Инес Милер                  | Источна Немачка | 20.65 | 14. фебруар |
| 8.  | Михаела Логин               | Румунија        | 20,57 | 22. фебруар |
| 9.  | Марина Антоњук              | Совјетски Савез | 20,34 | 15. јануар  |
| 10. | Danguolé Urbikiené-Bimbaité | Совјетски Савез | 20,20 | 18. јануар  |

Такмичарке чија су имена подебљана учествују на СП 1987.

## Сатница
| Датум         | Време | Ниво   |
| ------------- | ----- | ------ |
| 6. март 1987. |       | Финале |

## Резултати

### Финале
Такмичење је одржано 6. марта 1987. године.,,
| Пласман | Атлетичарка        | Земља                | ЛР     | ЛРС   | #1    | #2    | #3    | #4    | #5    | #6    | Резултат | Белешке |
| ------- | ------------------ | -------------------- | ------ | ----- | ----- | ----- | ----- | ----- | ----- | ----- | -------- | ------- |
|         | Наталија Лисовска  | Совјетски Савез      | 22,53о | 22,14 | 20,12 | 20,09 | 19,81 | 20,01 | 19,99 | 20,52 | 20,52    | РСП     |
|         | Илона Брисеник     | Источна Немачка      | 22,45о |       | 19,60 | 19,58 | 19,77 | 20,18 | 20,28 | 20,07 | 20,28    |         |
|         | Клаудија Лох       | Западна Немачка      | 21,46  |       |       |       |       |       |       |       | 20,14    |         |
| 4.      | Хајди Кригер       | Источна Немачка      | 21,10о | 20,85 |       |       |       |       |       |       | 20,00    |         |
| 5.      | Наталија Ахрименко | Совјетски Савез      | 21,26  | 21,26 |       |       |       |       |       |       | 19,32    |         |
| 6.      | Рамона Пагел       | САД                  | 19,83  | 19,83 |       |       |       |       |       |       | 19,25    |         |
| 7.      | Михаела Логин      | Румунија             | 21,00о | 20,57 |       |       |       |       |       |       | 18,44    |         |
| 8.      | Ирис Плоцицка      | Западна Немачка      |        |       |       |       |       |       |       |       | 17,97    |         |
| 9.      | Џуди Оукс          | Уједињено Краљевство | 17,61о |       |       |       |       |       |       |       | 17,85    |         |
| 10.     | Myrtle Augee       | Уједињено Краљевство | 17,10о | 18,55 |       |       |       |       |       |       | 17,85    |         |
| 11.     | Пеги Полок         | САД                  |        |       |       |       |       |       |       |       | 17,49    |         |
| 12.     | Урсула Стахели     | Швајцарска           | 18,75  | 18,75 |       |       |       |       |       |       | 16,98    |         |
| 13.     | Јуџен Цунг         | Кина                 |        |       |       |       |       |       |       |       | 16,44    |         |